# Exochus firmus
Exochus firmus är en stekelart som beskrevs av Kusigemati 1971. Exochus firmus ingår i släktet Exochus och familjen brokparasitsteklar. Inga underarter finns listade i Catalogue of Life.